# Paul Émile Chabas

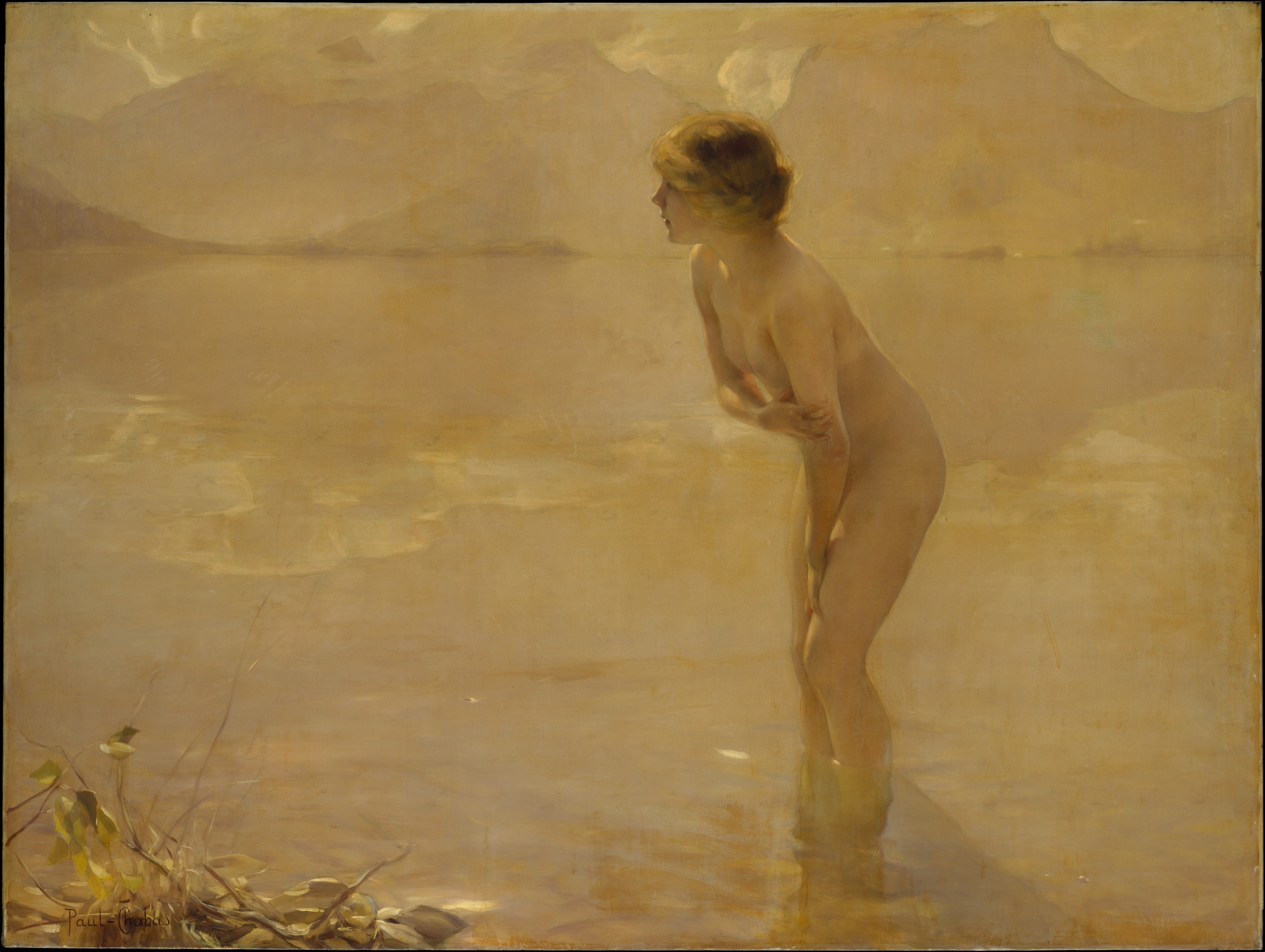
Septembermorgen, Öl auf Leinwand, um 1912

Paul Émile Joseph Chabas (* 7. März 1869 in Nantes; † 10. Mai 1937 in Paris) war ein französischer Maler.

## Leben
Paul Émile Chabas studierte an der Académie des Beaux-Arts bei William Adolphe Bouguereau und Tony Robert-Fleury. In späteren Jahren reiste er oft nach Norwegen, Algerien und Griechenland. Sein bevorzugtes Motiv waren junge nackte Mädchen in der Natur, sein wohl bekanntestes Bild heißt Septembermorgen. Seine Werke werden oft als Kitsch bezeichnet.

## Auszeichnungen
- 1902 Ritter de la Légion d'honneur
- 1913 Officier de la Légion d'honneur
- 1921 Mitglied der Académie des Beaux-Arts

## Galerie

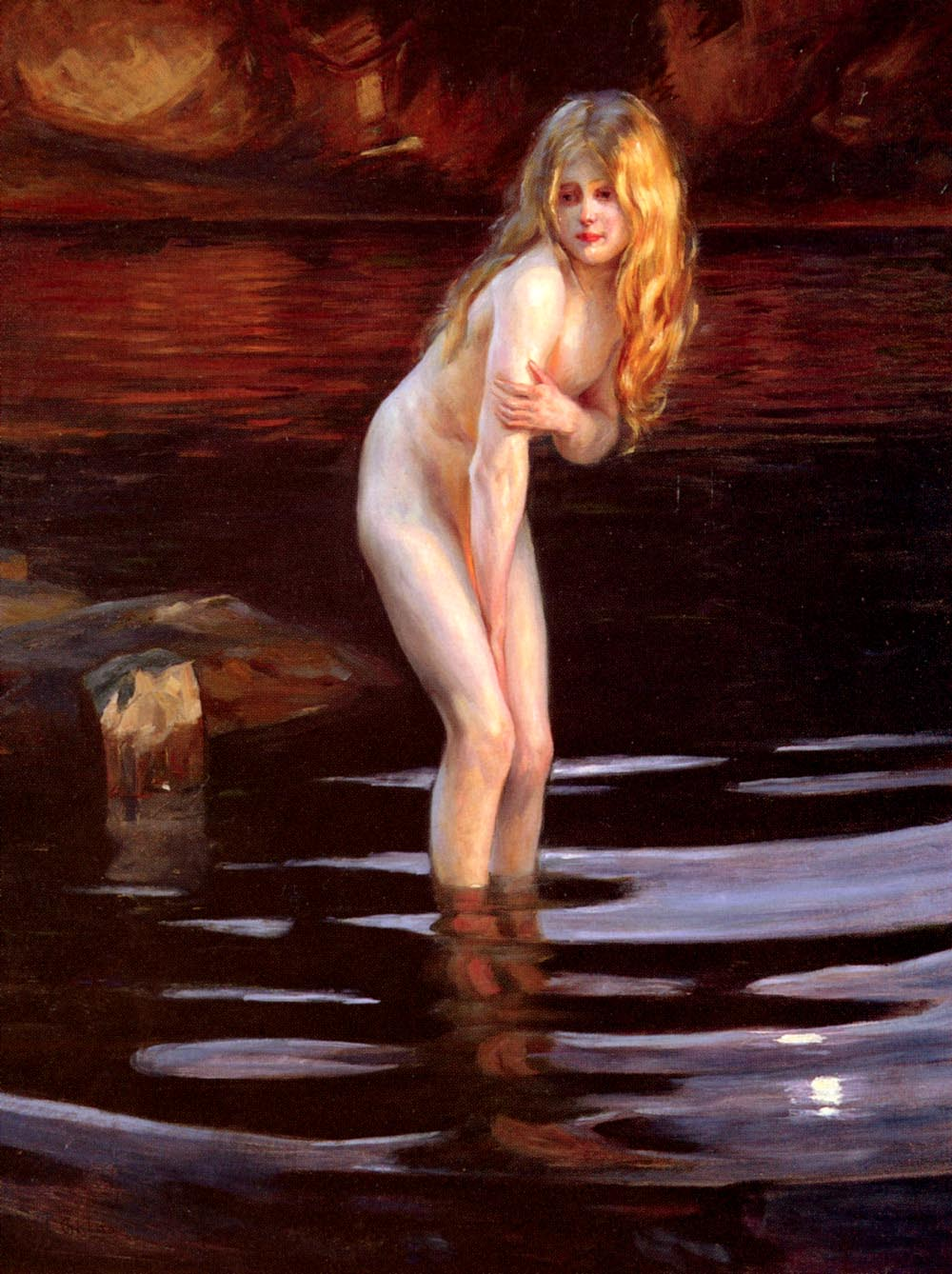
Badende
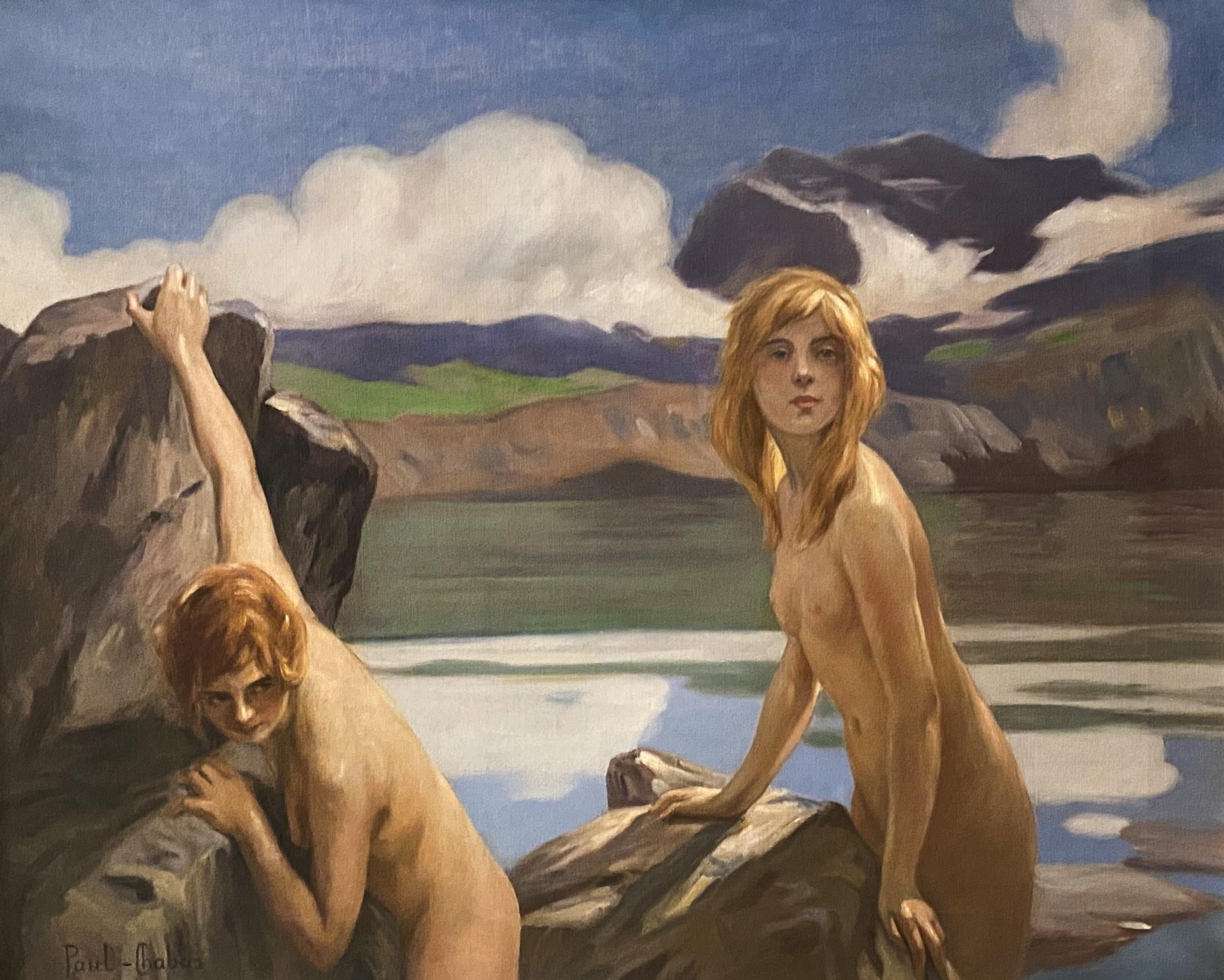
Zwei Badende
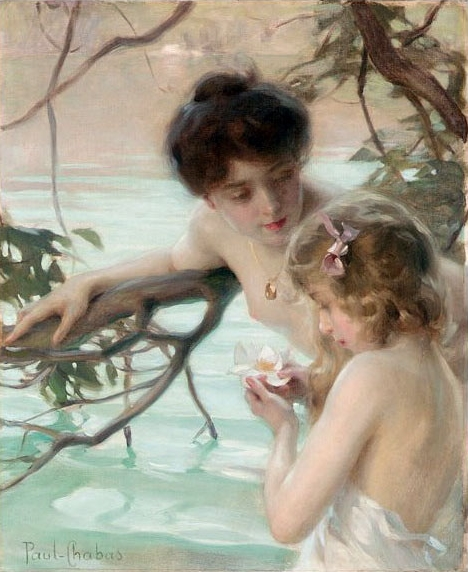
Mutter und Tochter beim Bad
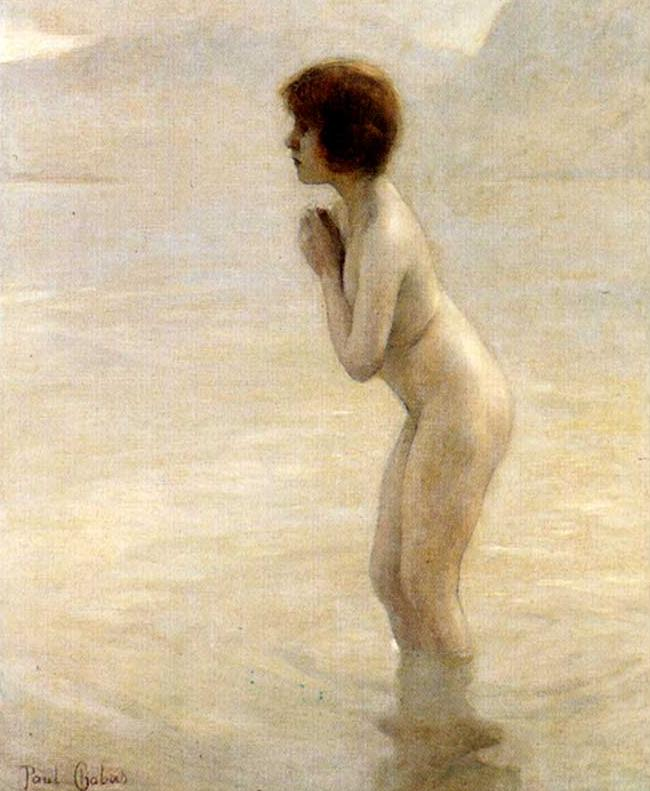
Morgennebel